# SDARI 2000
SDARI 2000 bezeichnet einen Containerschiffstyp.

## Geschichte
Der vom Shanghai Merchant Ship Design & Research Institute (SDARI) entworfene Containerschiffstyp wurde Anfang des 21. Jahrhunderts in mehreren Einheiten auf der chinesischen Werft Zhejiang Shipbuilding Co. in Ningbo gebaut.
Die Schiffe werden weltweit von verschiedenen Containerreedereien eingesetzt.

### Brand derTSS Pearl
Die unter der Flagge Panamas fahrende TSS Pearl (IMO-Nr. 9339868) geriet am 5. Oktober 2022 im Süden des Roten Meers zwischen Saudi-Arabien und Eritrea in Brand. Das Schiff befand sich auf der Fahrt von Dschidda in Saudi-Arabien nach Aden im Jemen. Das Feuer brach in einem an Deck geladenen Container direkt vor den Decksaufbauten aus und griff in der Folge auf weitere Container und Teile des Schiffes über. Alle 25 Besatzungsmitglieder wurden von anderen Schiffen gerettet und nach Dschāzān in Saudi-Arabien gebracht.
Der Versuch, das Feuer zu löschen, schlug fehl. Das Schiff sank am 13. Oktober 2022.
Das Schiff wurde 2008 als Rio Sao Francisco gebaut und nach mehrfacher Umbenennung ab 2021 von der in Dubai ansässigen Reederei Tehama Shipping Services als TSS Pearl eingesetzt.

## Beschreibung
Die Schiffe werden von einem Zweitakt-Achtzylinder-Dieselmotor des Motorenherstellers MAN Diesel (Typ: 8 S60ME-C) mit 19.040 kW Leistung angetrieben. Der Motor wirkt auf einen Festpropeller. Die Schiffe sind mit einem elektrisch angetriebenen Bugstrahlruder ausgestattet.
Für die Stromerzeugung stehen vier von Caterpillar-Dieselmotoren (Typ: MaK 9M20) mit jeweils 1456 kW Leistung angetriebene Generatoren (Scheinleistung: 1820 kVA) zur Verfügung. Weiterhin wurde ein von einem MAN-Dieselmotor (Typ: D 2866 TE) mit 200 kW Leistung angetriebener Notgenerator (Scheinleistung: 250 kVA) verbaut.
Die Containerkapazität der Schiffe beträgt 2007 TEU. Die Anzahl der Container, die bei homogener Beladung mit 14 t schweren Containern befördert werden können, wird leicht unterschiedlich angegeben und beläuft sich auf 1561 bis 1620 Container.
Für Kühlcontainer stehen 510 Anschlüsse zur Verfügung. Die Schiffe können in den Räumen und an Deck zwanzig 20-Fuß-Container in zehn 40-Fuß-Bays hintereinander laden. Die Schiffe sind in den Laderäumen mit Cellguides ausgestattet. An Deck können bis zu fünf Container übereinander und elf Container nebeneinander geladen werden. Für den Containerumschlag stehen drei mittschiffs angeordnete Liebherr-Krane zur Verfügung. Die Krane können jeweils zwei 40-Fuß-Bays bedienen. Ihre Kapazität beträgt 45 t.
Zwischen zwei 40-Fuß-Querstapeln befinden sich jeweils Laschbrücken an Deck. Auf der Back befindet sich ein Wellenbrecher als Schutz vor überkommendem Wasser.
Die Decksaufbauten befinden sich am Heck der Schiffe. Hinter den Decksaufbauten befindet sich auf der Backbordseite ein Freifallrettungsboot.